# Jostein Pedersen

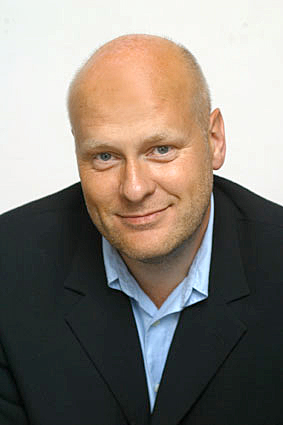
Jostein Pedersen

Jostein Pedersen, född 11 augusti 1959 i Nordland fylke, är en norsk musikjournalist och programledare.
Pedersen, som är bosatt i London, arbetar som frilansande musikjournalist för både engelsk och norsk musikmedia. Han anordnar även resor till London med musikaliskt tema.[källa behövs] Han har tidigare även arbetat som DJ, radiopratare och krönikör.
För den svenska publiken torde Pedersen vara mest känd som en av panelisterna i TV-programmet "Inför Eurovision Song Contest" mellan 2004 och 2006, där han ömsom risade ömsom rosade de deltagande bidragen, ofta på ett humoristiskt vis, och där han också renommerade sig för sin avvoga inställning till de svenska bidragen och i synnerhet Carola. Pedersen kommenterade även Eurovision Song Contest för norska NRK mellan 1994 och 2006 (med undantag för 1995), då han 2007 utan förklaring fick veta att han skulle ersättas av Per Sundnes.